# Heliconius glaucina
Heliconius glaucina är en fjärilsart som beskrevs av Heinrich Neustetter 1928. Heliconius glaucina ingår i släktet Heliconius och familjen praktfjärilar. Inga underarter finns listade i Catalogue of Life.